# Jalen Rose
Jalen Anthony Rose (* 30. Januar 1973 in Detroit, Michigan) ist ein ehemaliger US-amerikanischer Basketballspieler, der von 1994 bis 2007 in der NBA aktiv war.
Seit Beendigung seiner Spielerkarriere arbeitet Rose als Basketballkommentator und Analyst für den amerikanischen Sportsender ESPN.

## Karriere

### College
Nachdem Rose die Southwestern High School in Detroit besucht hatte, wechselte er zur University of Michigan. Bei den Wolverines gehörte er zu den sogenannten Fab Five, die neben ihm aus Chris Webber, Juwan Howard, Jimmy King und Ray Jackson bestanden, und erreichte 1992 und 1993 das NCAA-Finale der NCAA Division I Basketball Championship.

### NBA
Jalen Rose wurde als 13. Pick im NBA-Draft 1994 von den Denver Nuggets ausgewählt, für die er zwei Saisons absolvierte. Nach der ersten wurde er in das NBA All-Rookie Second Team berufen. 1996 wechselte er zusammen mit Reggie Williams und einem zukünftigen Erstrunden-Pick im Tausch mit Mark Jackson, Ricky Pierce und einem Erstrundenpick zu den Indiana Pacers.
Mit den Pacers erreichte Rose in der Saison 1997/98 das Finale der Eastern Conference, wo sie allerdings den Chicago Bulls unterlagen. 1999/2000 war Rose bester Punktesammler seiner Mannschaft und erreichte mit dieser die NBA-Finals, die allerdings gegen die Los Angeles Lakers verloren gingen. In jener Saison wurde er zum NBA Most Improved Player gewählt.
Während der folgenden Saison wechselte Rose zusammen mit Travis Best und Norman Richardson und einem zukünftigen Zweitrundenpick im Tausch mit Brad Miller, Ron Mercer, Ron Artest und Kevin Ollie zu den Chicago Bulls. Rose sollte mit seiner Erfahrung die jungen Spieler der Bulls anführen, was ihm aber nicht zuletzt aufgrund der mangelnden Qualität der Mitspieler nicht gelang. Er hatte bei den Bulls seine statistisch beste Zeit und erzielte in der Saison 2002-03 22,1 Punkte 4,3 Rebounds und 4,8 Assists. Das Team konnte sich jedoch in Rose’ Zeit nicht für die Playoffs qualifizieren.
Zu Beginn der Saison 2003/04 wechselte Rose zusammen mit Donyell Marshall und Lonny Baxter zu den Toronto Raptors, wo er allerdings auch nicht besonders erfolgreich abschnitt.
Im Februar 2006 wurde Rose von den New York Knicks verpflichtet, die Antonio Davis nach Toronto transferierten und eine nicht genannte Ablösesumme bezahlten. Die höhepunktarme Zeit bei den Knicks endete bereits vor Beginn der Saison 2006/07 als die Knicks ihn Ende Oktober aus seinem Vertrag entließen. Anfang November 2007 unterzeichnete Rose einen Vertrag bei den Phoenix Suns.
Bei den Suns bekam Rose allerdings nicht viel Spielzeit, da er für das auf Schnelligkeit ausgelegte Spiel des Teams nicht geeignet erschien und außerdem mit Knieproblemen zu kämpfen hatte. Nach der Saison 2007 beendete er seine Karriere.